# Comuna Lîpivka, Tîsmenîțea
Lîpivka (în ucraineană Липівка) este o comună în raionul Tîsmenîțea, regiunea Ivano-Frankivsk, Ucraina, formată din satele Lîpivka (reședința), Nova Lîpivka și Studîneț.

## Demografie
Componența lingvistică a comunei Lîpivka
     Ucraineană (99,61%)
     Alte limbi (0,17%)
Conform recensământului din 2001, majoritatea populației comunei Lîpivka era vorbitoare de ucraineană (99,61%), existând în minoritate și vorbitori de alte limbi.